# Boys Will Be Boys
Boys Will Be Boys е британска комедия от 1935 г. В превод името му означава „Момчетата ще бъдат момчета“. Той е режисиран от Уилям Бюдайн, и главните роли се играят от Уил Хей, Гордън Паркър и Джими Хенли.

## Сюжет
Д-р Александър Смарт (наричан от учениците Смарт Алек) е назначен за главен учител в момчешко училище, след като той и един друг мъж фалшифицират препоръчително писмо. Те изхвърлят оригиналното писмо, в което се препоръчва точно обратното.
Докато е в училището, той се замесва в заплетена кражба на огърлица. Той е притиснат до стената, когато истинският крадец му съобщава, че все още пази истинското писмо, и че ще го покаже на шефовете му, ако учителят провали тайните му планове.